# Gnojnica (Pologne)
Pour l’article homonyme, voir Gnojnica.
Gnojnica est une localité polonaise de la gmina de Ropczyce, située dans le powiat de Ropczyce-Sędziszów en voïvodie des Basses-Carpates.